# بيفان هولمز
بيفان هولمز (بالإنجليزية: Bevan Holmes)‏ هو لاعب اتحاد الرغبي نيوزيلندي، ولد في 7 أبريل 1946 في كرايستشرش في نيوزيلندا.

## وصلات خارجية
- بيفان هولمز عل موقع إسبنسكروم (الإنجليزية)